# Ulderico Carpegna

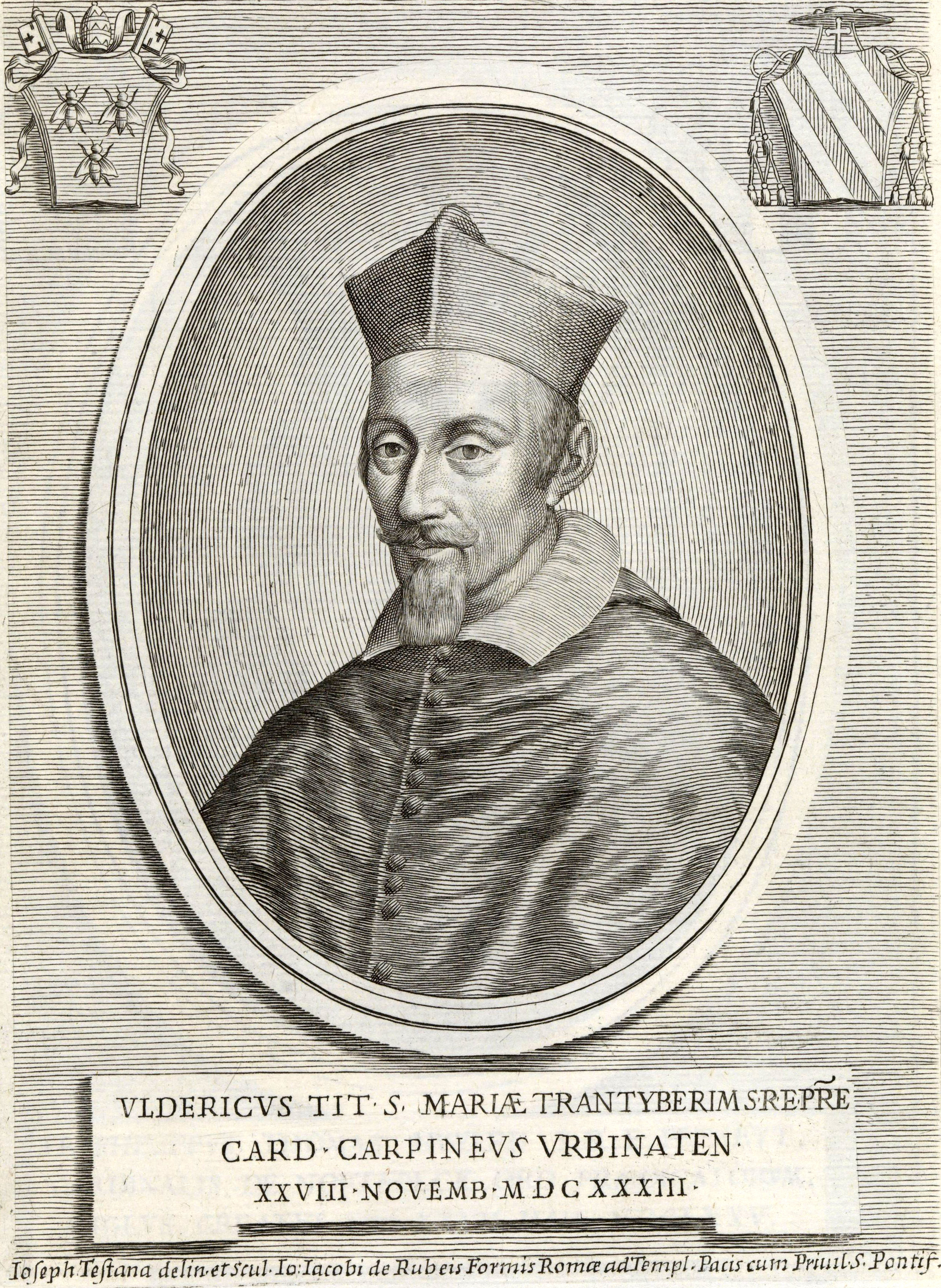
Kardinal Ulderico Carpegna

Conte Ulderico Carpegna (* 25. Mai 1595 in Scavolino; † 24. Januar 1679 in Rom) war ein italienischer Geistlicher, Kardinal und Bischof.

## Leben
Nach einem Studium in Rom, zu dem ihm die Unterstützung des Herzogs von Urbino verhalf, zum Doktor beider Rechte promoviert, wurde er unter Papst Gregor XV. zum Kommendatarabt der Abtei Santa Maria di Mutino. Von diesem Amt ergriff er jedoch erst 1631 Besitz. Gleichzeitig gehörte er jedoch der Hofhaltung des Kardinals Antonio Barberini, des Bruders Urbans VIII. an. Am 23. September 1630 zum Bischof von Gubbio ernannt, empfing er am 7. Oktober 1630 in der Pauluskapelle des Quirinalpalastes durch Kardinal Luigi Caetani, unter Assistenz der Bischöfe Antonio Ricciulli und Benedetto Landi, die Bischofsweihe.
Am 28. November 1633 durch Urban VIII. zum Kardinal kreiert. Als Kardinalpriester wurde ihm am 9. Januar 1634 die Titelkirche Sant’Anastasia zugewiesen. Nachdem er am 11. Oktober 1638 auf den Bischofssitz von Todi transferiert worden war, verzichtete er jedoch noch vor dem 31. August 1643 auf dieses Diözese, nahm am Konklave 1644 teil, wo auch er zu den Papabile zählte, und war vom 13. Januar 1648 bis zum 1. Februar 1649 Kämmerer des Kardinalskollegiums. In den folgenden Jahren wechselte er als Kardinal häufiger seine Titelkirchen. So erhielt er am 21. April 1659 San Pietro in Vincoli, am 21. November 1661 Santa Maria in Trastevere und wurde schließlich am 18. März 1671 Kardinalbischof von Tusculum (Frascati) erhoben, von wo aus er am 28. Januar 1675 als Kardinalbischof nach Porto e Santa Rufina wechselte. Gleichzeitig wurde er auch Subdekan des Kardinalskollegiums. Unter Innozenz X. hat er als früherer Anhänger der Barberini sich stärker den Medici angeschlossen. Außerdem förderte er die Jesuiten. Dreimal scheiterten weitere „Kandidaturen“ bei Papstwahlen: Im Konklave 1655 wegen des Widerstands der Barberini, im Konklave 1669–1670 fiel die Wahl auf Emilio Altieri wegen Carpegnas zu enger Bindungen an die Medici und im Konklave 1676, nach dem Tode Clemens X., verhinderte die Feindschaft Frankreichs und anderer europäischer Mächte gegenüber seinem Verwandten Gasparo Carpegna seine Wahl trotz der Unterstützung durch die Altieri.

## Apostolische Sukzession
Die Apostolische Sukzession von Kardinal Carpegna ist derzeit nur bis Kardinal Scipione Rebiba dokumentiert:
- Kardinal Ulderico Carpegna
- Kardinal Luigi Caetani
- Kardinal Ludovico Ludovisi
- Erzbischof Galeazzo Sanvitale
- Kardinal Girolamo Bernerio, O.P.
- Kardinal Giulio Antonio Santorio
- Kardinal Scipione Rebiba